# Marko Asmer

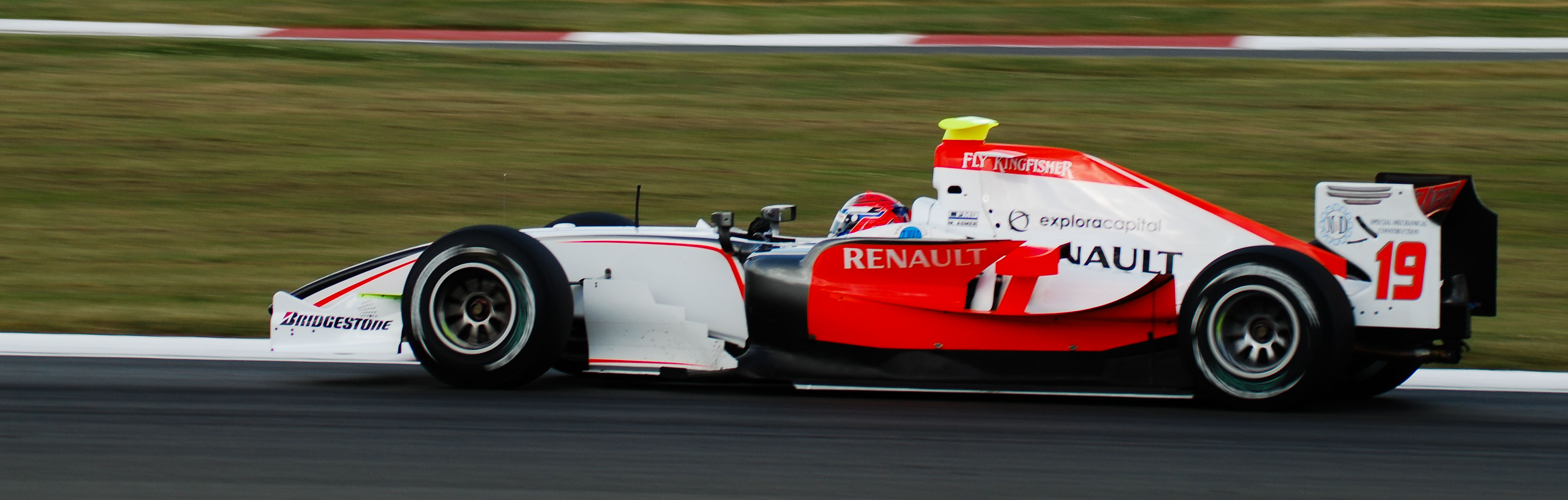
Marko Asmer körde för FMS International i GP2 Series 2008.

Marko Asmer, född 30 juli 1984 i Tallinn, är en estländsk racerförare. Han är son till den före detta racerföraren Toivo Asmer.

## Racingkarriär
Asmer vann det brittiska F3-mästerskapet säsongen 2007 överlägset.  Säsongen 2008 körde han i GP2 för FMS International, men nådde då inte upp till förväntningarna han hade på sig. Han var då även testförare för formel 1-stallet BMW Sauber.
Troligtvis är Asmers karriär över, då han har ont om sponsorer.